# Southamptoni repülőtér
A Southamptoni repülőtér (IATA: SOU, ICAO: EGHI) Anglia egyik nemzetközi repülőtere, amely Southampton közelében található. Éves utasforgalma 631 329 fő (2022).

## Futópályák
A repülőtér futópályái:
- 02/20 (1723 m, 37 m, aszfalt)

## Forgalom
Az utasforgalom az elmúlt években az alábbi módon változott:
| Utasok száma | 9276 | 231 301 | 318 689 | 236 317 | 273 373 | 506 717 | 788 316 | 1 945 767 | 1 789 470 | 631 329 |
|              | 1961 | 1968    | 1975    | 1981    | 1988    | 1995    | 2002    | 2008      | 2015      | 2022    |